# (31656) 1999 HL8
1999 HL8 (asteroide 31656) é um asteroide da cintura principal. Possui uma excentricidade de 0.04225230 e uma inclinação de 9.44457º.
Este asteroide foi descoberto no dia 16 de abril de 1999 por LINEAR em Socorro.